# Fond de dotare financiară

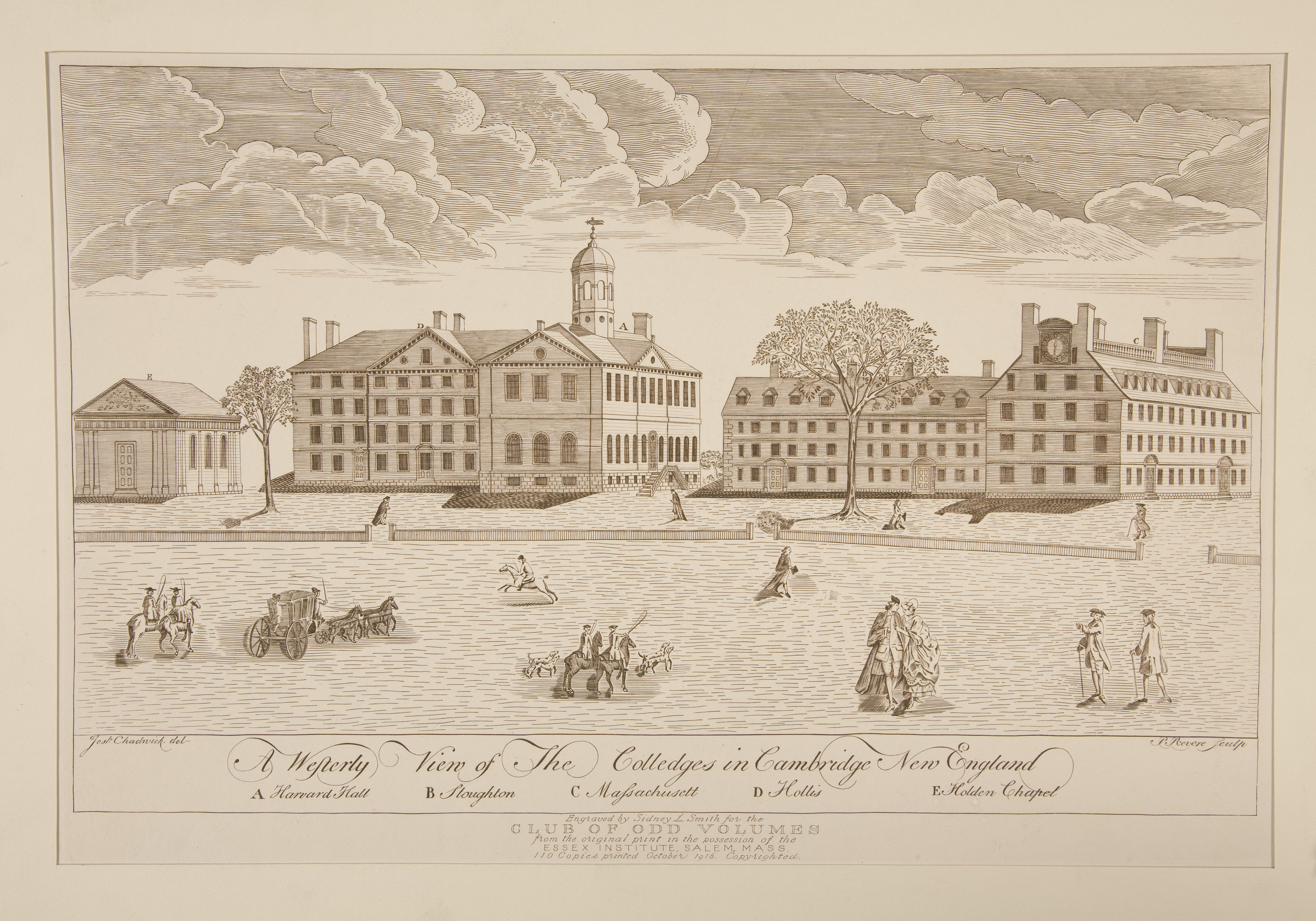
Gravură a Colegiului Harvard de Paul Revere, 1767. Fondul de dotare al Universității Harvard a fost evaluat la 53,2 miliarde de dolari în 2021

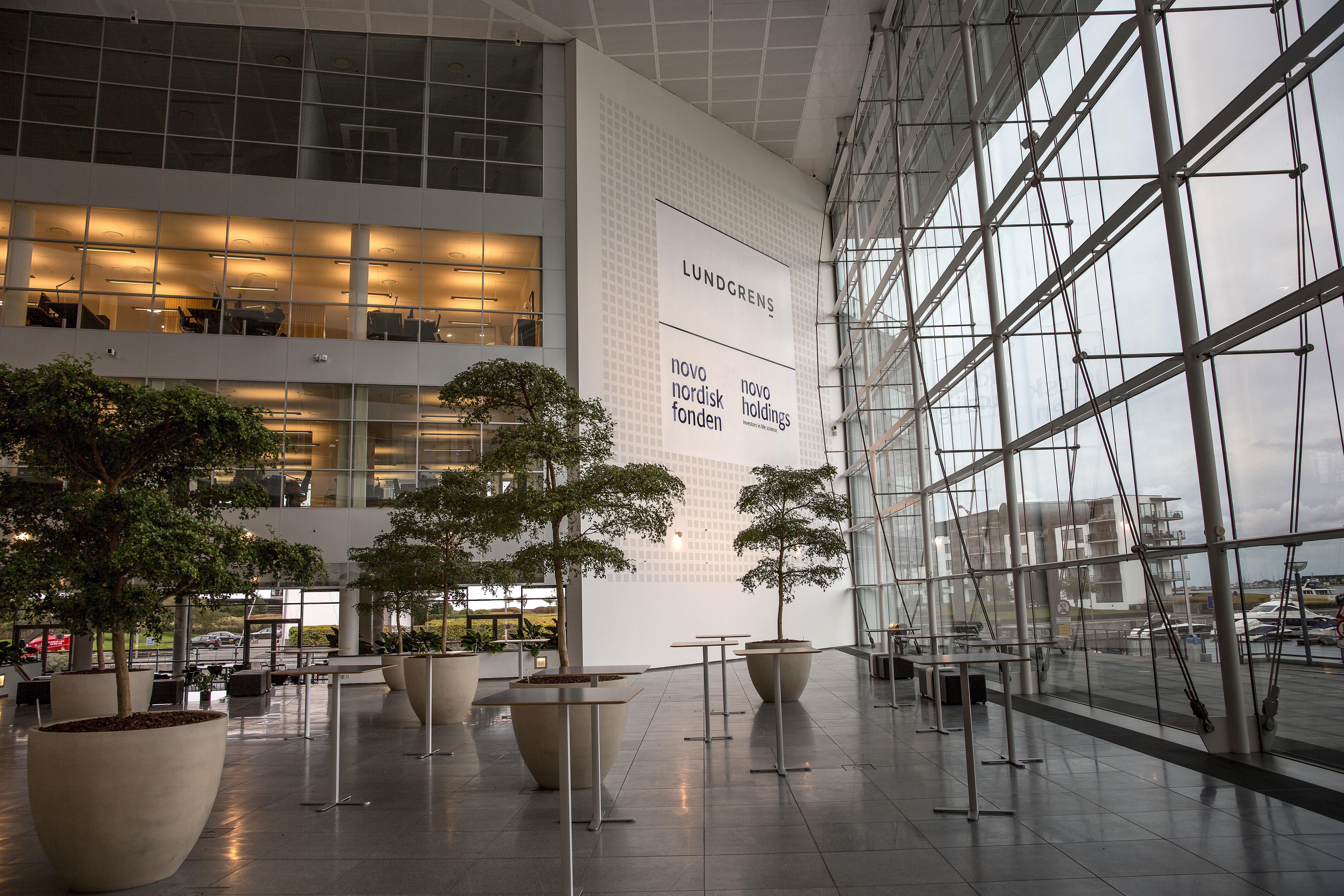
Fundația Novo Nordisk este cea mai bogată fundație din lume (începând cu 2022), cu sediul central în Copenhaga, Danemarca.

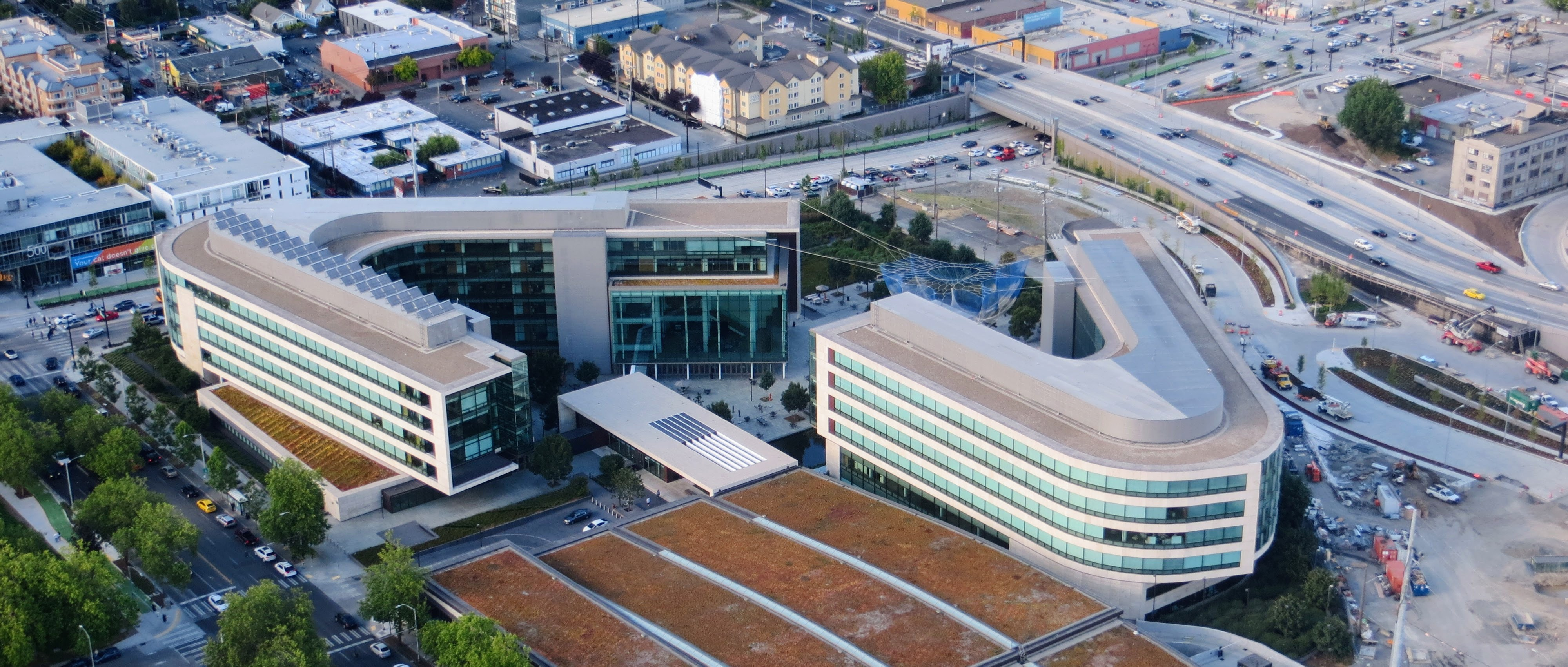
Fundația Bill și Melinda Gates este printre cele mai bogate fundații din lume, cu sediul central în Seattle (văzut din Space Needle)

Fondul de dotare financiară (în engleză financial endowment) este o structură juridică pentru gestionarea a unui portofoliu de investiții financiare, imobiliare sau de altă natură pentru un scop specific, conform fondatorilor și donatorilor săi. Fondurile de dotare sunt administrate pe termen nelimitat și sunt structurate încât principalul ajustat la inflație sau valoarea „corpusului” să fie menținută intactă, în timp ce o parte din fond poate fi cheltuită în fiecare an, conform unei politici de cheltuire.
Fondurile de dotare sunt administrete fie sub ca o corporație non-profit, fie ca o fundație caritabilă, fie ca o fundație privată care, deși servește un scop benefic, s-ar putea să nu îndeplinească criteriile pentru a fi considerată organizație caritabilă publică. Instituțiile care administrează fonduri de dotare includ:
- instituții academice (colegii, universități, școlile private)
- instituții culturale (muzee, biblioteci, teatre)
- organizații de servicii (spitale, cămine de bătrâni, Crucea Roșie)
- organizații religioase (biserici, sinagogi, moschei).

## Tipuri
În Statele Unite, majoritatea fondurilor private este guvernată de Legea privind Administrarea Prudentă a Fondurilor Instituționale (UPMIFA), bazată parțial pe conceptul de intenție a donatorului, care definește ce restricții se impun asupra principalului și a veniturilor fondului. Astfel, fondurile de dotare din SUA sunt clasificate în patru categorii:
- Fonduri de dotare restricționate (sau permanente) unde donatorul specifică faptul că donația trebuie menținută permanent pentru un anumit scop.
- Fonduri cvasi-de dotare stabilite de conducerea organizației, unde principalul și veniturile pot fi acesate organizației, cu restricțiile impuse de donator.[3]
- Fonduri de dotare pe termen create prin donații sau fonduri rezervate care pot fi cheltuite la o anumită dată sau după un eveniment, cum ar fi decesul donatorului.
- Fonduri de dotare nerestricționate care pot fi cheltuite, investite, economisite sau distribuite la discreția organizației.

Fondurile de dotare sunt adesea esențiale pentru săntatea financiară a instituțiilor educaționale în Statele Unite. Absolvenții sau susținătorii instituțiilor contribuie uneori la aceste fonduri. Ele sunt răspândite în SUA și Canada, dar mai rar întâlnite în afara Americii de Nord, cu excepția universităților Cambridge și Oxford. Fondurile de dotare au fost create și pentru susținerea liceelor și școlilor primare din mai multe state americane.
În Regatul Unit, există două tipuri de fonduri de dotare: permanente și cheltuibile. Acestea au condiții specifice care stabilesc cum poate fi folosit venitul și dacă este considerat venit restricționat sau nerestricționat în contabilitate. Un fond permanent presupune că principalul nu poate fi cheltuit, în timp ce un fond de dotare cheltuibil poate fi cheltuit doar în anumite circumstanțe precizate în documentul fondului.

## Istoric

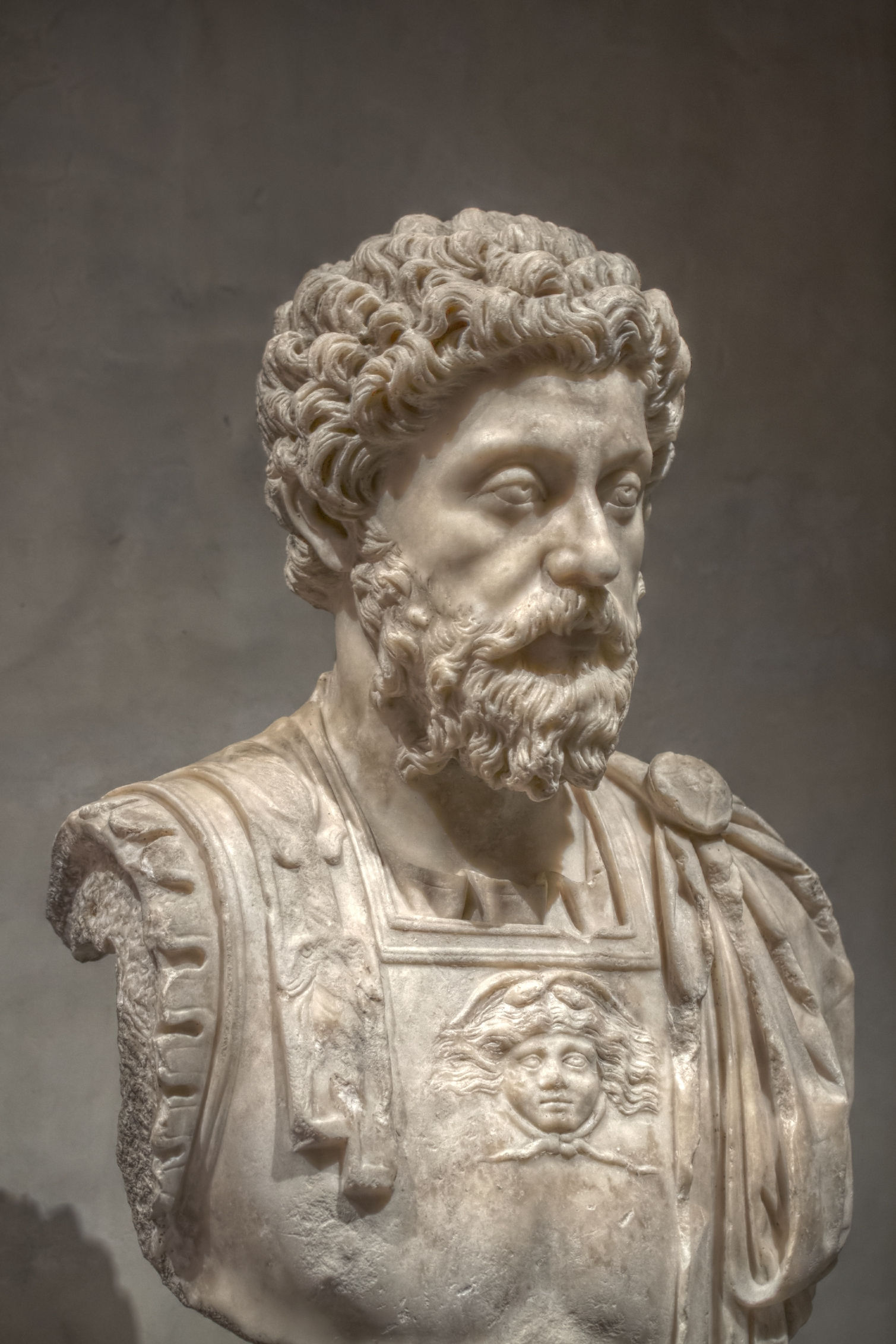
Marcus Aurelius, împăratul roman care a creat primele catedre universitare

Cele mai vechi catedre universitare finanțate prin fonduri de dotare au fost înființate de împăratul roman și filozof stoic Marcus Aurelius la Atena în anul 176 d.Hr. Aurelius a creat câte o catedră pentru fiecare dintre marile școli de filozofie: platonism, aristotelism, stoicism și epicureism. Ulterior, dotări similare au fost instituite și în alte mari orașe ale Imperiului.

Primele universități au fost fondate în Europa, Asia și Africa.  și erau sprijinite financiar de un prinț sau monarh cu rolul de a forma funcționari guvernamentali, similare madraselor islamice.
Practica de a sprijini catedre universitare a început în sistemul universitar în Anglia, la 8 septembrie 1502, când Lady Margaret Beaufort, contesa de Richmond și bunica viitorului rege Henric al VIII-lea, a creat primele catedre în teologie la universitățile Oxford și Cambridge. Aproape 50 de ani mai târziu, Henric al VIII-lea a înființat catedrele Regius la ambele universități, de data aceasta în cinci domenii: teologie, drept civil, ebraică, greacă și medicină. Și persoane au adoptat practica de a dota catedre, Isaac Newton a deținut Catedra Lucasiană de Matematică la Cambridge începând cu 1669.

### Catedră universitară înzestrată
O catedră universitară înzestrată este un post finanțat permanent din veniturile unui fond de dotare creat special în acest scop. Înființarea unei catedre finanțate costă între 1 și 5 milioane de dolari americani la universitățile de cercetare majore. Poziția este desemnată unui departament, iar donatorul poate avea dreptul să-i dea un nume.
Catedrele înzestrate ajută universitatea prin faptul că profesorul nu trebuie plătit integral din bugetul operațional și este considerată o onoare academică folosită pentru a recomensa cadrele didactice performante sau a atrage profesori de top din alte instituții.

## Burse și granturi înzestrate
O bursă este o formă de sprijin financiar pentru taxe de școlarizare (și uneori alte cheltuieli) finanțate permanent din veniturile unui fond de dotare creat special în acest scop. Poate fi acordată pe baza meritului sau nevoii financiare, în funcție de politica universității sau de preferințele donatorului.
Granturile (fellowships) sunt similare, dar sunt asociate cu studenții de studii postuniversitare pentru că includ un stimulent pe lângă taxa de școlarizare. Acestea pot încuraja studenții să urmeze un doctorat, dar includ și obligații de predare sau cercetare.

## Administrarea fiduciară a fondurilor

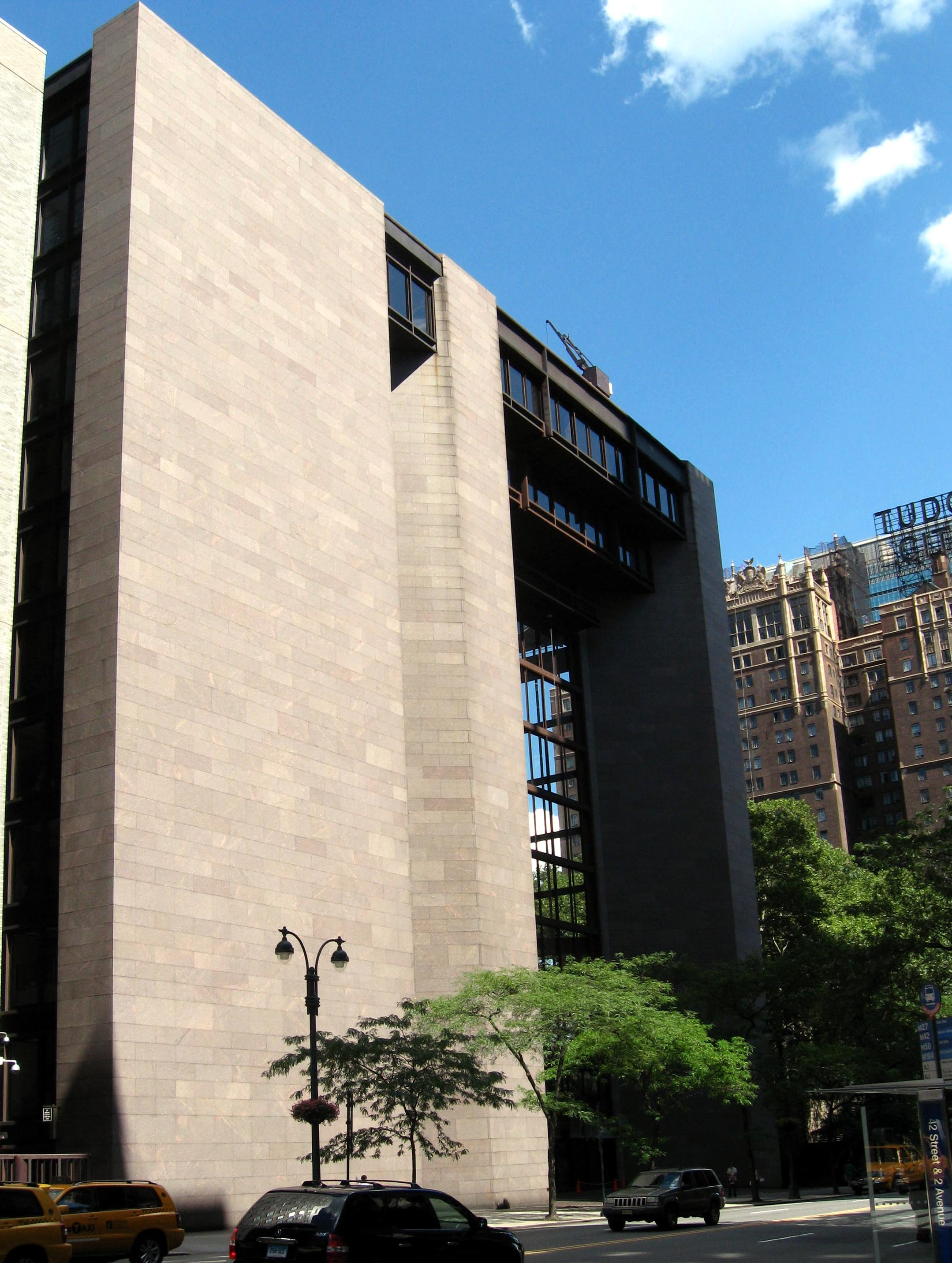
Fundația Ford din New York

Un fond de dotare financiară este supravegheat de un consiliu de administrație și gestionat de un administrator sau o echipă de administratori. Funcționarea financiară a fondului este concepută astfel încât să atingă obiectivele stabilite în actul de fondare.
În Statele Unite, în mod tipic, 4-6% din activele fondului sunt cheltuite anual pentru operațiuni sau investiții în infrastructură. Orice venituri suplimentare sunt reinvestite pentru a crește fondul de dotare și pentru a compensa inflația și recesiunile viitoare. Acest procent reprezintă suma ce poate fi cheltuită fără a diminua capitalul fondului.

## Critici și reforme

### Intenția donatorului
Un exemplu notoriu privind provocările legale ale respectării intenției donatorului este cazul Leona Helmsley. În anii 2000, Helmsley a lăsat un trust în valoare de miliarde de dolari cu scopul expres de a susține „îngrijirea și bunăstarea câinilor”. Valoarea acestui fond era de aproximativ zece ori mai mare decât toate resursele organizațiilor caritabile pentru animale din SUA în 2005. Totuși, această intenție a fost anulată parțial de o instanță cu motivul că dorința nu era înscrisă în testament sau în actele oficiale ale trustului, ci într-un document separat.

### Recesiuni economice
În contextul recesiunilor economice, fondurile de dotare, în special cele academice de mari dimensiuni, manifestă un comportament contraintuitiv față de scopul lor declarat. Acest fenomen observat, denumit acumularea a fondului de dotare (endowment hoarding), descrie tendința instituțiilor de a reduce plățile și sprijinul financiar în perioadele de criză, în loc să le intensifice pentru a compensa nevoile crescute. Această practică este controversată deoarece fondurile de dotare ar trebui să servească activ în special în momente de dificultate economică pentru beneficiari.

### Campanii de dezinvestire
Dezinvestirea este o strategie prin care fondurile de dotare sau investitorii instituționali renunță la active asociate cu practici considerate dăunătoare. Un exemplu este campania de dezinvestire din Africa de Sud în perioada apartheidului, când peste 150 de universități din întreaga lume și-au retras investițiile pentru a exercita presiuni economică și morală asupra regimului.

### Impozitarea fondurilor de dotare
Taxarea fondurilor de dotare reprezintă o măsură fiscală aplicată activelor deținute de instituții cu scop nonprofit, precum universități, fundații sau organizații religioase. Deși aceste fonduri beneficiază în mod obișnuit de scutiri fiscale, autoritățile pot introduce taxe în urma criticilor privind acumularea excesivă de capital, utilizarea acestuia în scopuri care nu reflectă interesul public, sau efectele negative asupra bugetelor locale, în special în cazul scutirilor de taxe pe proprietate. Taxele pe fondurile de dotare sunt adesea justificate ca instrumente de echilibrare fiscală și de stimulare a unei utilizări mai active a resurselor în sprijinul misiunii declarate.